# マクシミリアン・ウーバー
- マクシミリアン・ヴェーバー
- マクシミリアン・ヴーバー

マクシミリアン・ウーバー（Maximilian Wöber, 1998年2月4日 - ）は、オーストリア・ウィーン出身のサッカー選手。オーストリア代表。ポジションはDF。ブンデスリーガ・ヴェルダー・ブレーメン所属。

## 経歴
2015年に地元のSKラピード・ウィーンのトップチームに昇格。Bチームとの二種登録で2015-16シーズンはBチームでのプレーが中心でトップリーグの方は不出場に終わったが、2016年2月25日のUEFAヨーロッパリーグ 決勝トーナメント一回戦のバレンシアCF戦で、トップチーム初出場。翌2016-17シーズンは、国内リーグ戦11試合に出場した。
2017年8月、エールディヴィジのアヤックス・アムステルダムと4年契約を締結。2017-18シーズンはリーグ戦22試合に出場するのなど、10代ながら最終ラインでの奮闘が評価され、堂安律らと共に同シーズンのリーグの新人ベストイレブンに選出された。
2018年12月13日のUEFAチャンピオンズリーグのグループリーグのFCバイエルン・ミュンヘン戦では、イエローカードが乱れ飛ぶ乱戦で、後半22分に一発レッドカードで退場処分を受けた。因みにバイエルンのトーマス・ミュラーも一発退場を宣告されている。
2019年1月10日、セビージャFCへの移籍が発表された。1月16日、メディカルチェックを通過し、買取義務のローン移籍及び、2023年6月までの4年契約を結んだことが発表された。
2019年8月13日、レッドブル・ザルツブルクと2024年までの契約を結んだ。
2023年1月3日、リーズ・ユナイテッドFCと2027年夏までの契約を結んだ。

## 代表経歴
プロデビュー前の2013年から、各ユース世代のオーストリア代表でプレーし、2017年10月6日のセルビア戦で、フル代表デビューを果たした。

## タイトル

### クラブ
アヤックス
- エールディヴィジ : 2018-19
- KNVBカップ : 2018-19

レッドブル・ザルツブルク
- ÖFBカップ : 2019-20, 2020-21, 2021-22
- ブンデスリーガ : 2019-20, 2020-21, 2021-22